# Der besondere Tag
Der besondere Tag war eine Serie von Dokumentarfilmen für Vorschulkinder, die im DEFA-Studio für Kurzfilme für das Fernsehen der DDR hergestellt wurde.

## Geschichte
Das Sendeformat wurde ab 1974 in der Künstlerischen Arbeitsgruppe Kinder- und Jugendfilm im DEFA Studio für Dokumentarfilme in Berlin von den Regisseuren Konrad Weiß und Ernst Cantzler, den Dramaturgen Karin Mosch, Ev Wittmann und Holmar Attila Mück sowie dem Kinderbuchautor Bodo Schulenburg entwickelt und bis 1984 produziert. Dokumentarfilme für Vorschulkinder waren zu der Zeit etwas Neues. Einige dieser Filme wurden erfolgreich in den Kinoverleih übernommen.
Das Konzept dieser Reihe ermöglichte verschiedene künstlerische Handschriften und eine große gestalterische und thematische Vielfalt. Immer wurde versucht, Kindertümelei zu vermeiden und die Lebenswirklichkeit von Kindern ungeschönt darzustellen. Vereinzelt ist es gelungen, in diesen Filmen Themen aufzugreifen, die sonst im DDR-Dokumentarfilm tabu waren.
Weitere Filme wurden u. a. von Volker Koepp, Jochen Kraußer, Helga Porsch, Roland Steiner und Hans Wittgen gestaltet. Insgesamt sind in der Reihe bis 1984 etwa 30 Dokumentarfilme produziert worden.
Die Serie greift Situationen auf, die zum Alltag von Vorschulkindern gehören, aber nicht alltäglich sind. Diese Begebenheiten werden in kleinen, einfachen Spielhandlungen nachgestaltet, bei denen die kleinen Zuschauer besonders ihre Freude an den gleichaltrigen Darstellern haben, da sie sich mit den Filmkindern gern identifizieren wollen, denn was die dort im Film machen, wirkt außerordentlich aktivierend und ist herrlich anzusehen. Die Länge von etwa 15 Minuten und der Inhalt der Beiträge, die etwa alle vier Wochen erscheinen, sind für die Kleinen überschaubar und unterhaltsam für die Eltern. Diese Serie hilft den kleinen Zuschauern, auf vergnügliche Weise, in ihrer Umwelt viel Neues zu entdecken. Der besondere Reiz dieser kleinen Filme liegt darin, dass die Erwachsenen, die an der Herstellung der Filme beteiligt sind, als auch die der Mitwirkenden, nur eine beobachtende Haltung einnehmen, denn die Aktionen gehen immer von den Kindern aus.
Die erste Produktion der Reihe hieß Ein Schlüssel für ein neues Haus und hatte am 17. Juli 1975 im 1. Programm des Fernsehens der DDR seine Premiere. 1975 wurde der Film im Wettbewerb Kinderfilm der Internationalen Moskauer Filmfestspiele gezeigt. Der Film begleitet Ingo, einem kleinen Rostocker, bei seinem Umzug in eine neue Wohnung.
Ausstrahlungen dieser Serie sind bis 1985 in den Fernsehprogrammen der Tageszeitungen nachzuweisen. Mehrere der Filme wurden vom Progreß Filmvertrieb zum Kinoeinsatz übernommen.

## Produktionen
| Erstsendung       | Titel                                  | Regie          |
| ----------------- | -------------------------------------- | -------------- |
| 17. Juli 1975     | Ein Schlüssel für ein neues Haus       | Konrad Weiß    |
| 14. Aug. 1975     | Besuch aus Afrika                      | Konrad Weiß    |
| 11. Sep. 1975     | Die Überraschung                       | Ernst Cantzler |
| 12. Okt. 1975     | Clowns gehen nicht in den Kindergarten | Konrad Weiß    |
| 21. Okt. 1976     | Wir machen ein Lied                    | Konrad Weiß    |
| 11. Nov. 1976     | Tropfenträume                          | Ernst Cantzler |
| 1976              | Schmetterlinge                         | Jochen Kraußer |
| 2. Juni 1977      | Die Wasserleitung                      | Konrad Weiß    |
| 27. Dez. 1977     | Wir bekommen ein Baby                  | Konrad Weiß    |
| 8. Jan. 1978      | Ein gelbes Pferd schnell wie der Wind  | Konrad Weiß    |
| 1978              | Melanie                                | Roland Steiner |
| 1. Feb. 1979      | Glühbirnen wachsen nicht am Baum       | Konrad Weiß    |
| 3. Feb. 1980      | Verwandlungsspiele                     | Helga Porsch   |
| 20. Juli 1980     | Riesenrad                              | Konrad Weiß    |
| 1980              | Mandy wird wieder turnen               | Michael Lösche |
| 1980 (ungesendet) | Fernfahrer                             | Ernst Cantzler |
| 8. Juni 1981      | Das Hasenfahnenfest                    | Konrad Weiß    |
| 11. Feb. 1982     | Und eine Friedenstaube                 | Konrad Weiß    |
| 1982              | Der Kindergärtner                      | Jochen Kraußer |
| 1983              | Alle Tiere sind schön da               | Volker Koepp   |
| 1983              | Gute Nacht                             | Hans Wintgen   |
| 1. Jan. 1984      | Ich denk’, ich bin'n Schloss           | Konrad Weiß    |
| 26. Feb. 1984     | Ein Bäumchen, ein Baum                 | Konrad Weiß    |
| 5. Apr. 1985      | Frühlingsrufen                         | Konrad Weiß    |